# Tunnel routier de Caluire
Pour les articles homonymes, voir Tunnel de Caluire.
Le tunnel de Caluire est un tunnel routier traversé par la partie nord du boulevard périphérique de Lyon situé dans le quartier de Saint-Clair entre le 9e arrondissement de Lyon et Caluire-et-Cuire.

## Situation
Situé entre les portes de Rochecardon et de Saint-Clair, le tunnel permet de relier l'autoroute A6 au nord au boulevard périphérique en passant sous la Saône. Il se trouve dans la continuité du tunnel de Rochecardon qui relie les portes de Vaise et de Rochecardon (ouest).

Plan du tunnel de Caluire.

L'ensemble du tronçon Nord entre les portes du Valvert et de Croix-Luizet ouvert en 1997, appartient au Grand Lyon.

## Péage et tarifs
Le tunnel est soumis au péage du Rhône situé à la porte de Saint-Clair. Il est géré par la Régie du périphérique nord, elle-même exploitée par OpenLy pour le compte du Grand Lyon. Elle succède à Eperly (société constituée par la SERL (SEM d'équipement de la région), AREA et Transroute (Egis)).
Tarifs au 1er janvier 2025 :
| Type de véhicules | Classe | tarif   |
| ----------------- | ------ | ------- |
| VL                | 1      | 2,60 €  |
| PL                | 2      | 3,80 €  |
| PL                | 3      | 4,50 €  |
| PL                | 4      | 10,20 € |
| Moto              | 5      | 1,30 €  |

## Caractéristiques
Ouvert en 1999, le tunnel est composé de deux tubes de deux voies chacun :
- le tube nord, construit entre 1994 et 1996, a une longueur de 3 252 mètres ;
- le tube sud, construit entre 1997 et 1998, a une longueur de 3 230 mètres.